# Hedyosmum bonplandianum
Hedyosmum bonplandianum är en tvåhjärtbladig växtart som beskrevs av Carl Sigismund Kunth. Hedyosmum bonplandianum ingår i släktet Hedyosmum och familjen Chloranthaceae. Inga underarter finns listade i Catalogue of Life.